# لو بلان مينيل
لو بلان ميسنيل؛
نطق فرنسي: [lə blɑ̃ menil]  ( أنصت) هي بلدية وكومونا في الضواحي الشمالية الشرقية لباريس، فرنسا. تقع على بعد 12.6 كـم (7.8 ميل) من وسط باريس، بين مطار شارل ديغول ومطار لو بورجيه.

## الاسم
تم تسجيل اسم لو بلان ميسنل Le Blanc-Mesnil لأول مرة في القرن الحادي عشر باسم Mansionile Blaun. هذا الاسم مركب من اللاتيني في العصور الوسطى، ويعني «المنازل الصغيرة»، من مانسيو اللاتينية (القصر الاتهامي مانسيونيم)، والجرمانية (الفرنجة القديمة) بلانش، بلون، وتعني «اللامع أو الأبيض اللامع»، مما أعطى blanc الفرنسية («الأبيض») والإنجليزية فارغة.
يفسر البعض الاسم على أنه إشارة إلى منازل لو بلان ميسنيل Le Blanc-Mesnil التي تمت تبييضها بسبب غبار الدقيق القادم من طواحين الهواء الموجودة في العصور القديمة. ومع ذلك، يعتقد أحد الباحثين أن بلان/ أبيض blanc كان له أيضًا معنى «حر» في الفرنسية القديمة، وبالتالي فإن الاسم يعني «قرية حرة»، ربما لأن القرويين قد تم تحريرهم من القنانة ( العبودية) ولكن لا شيء من هذه التفسيرات مؤكدة.

## الجغرافية

### أقرب البلديات
- بوندي
- أولني سو بوا
- درانسي
- لو بورجيه
- دوجني
- بوني-في-فرنسا التي تقع في فال دواز و جونيز.

## التاريخ

### الثورة الفرنسية
في 2 ديسمبر 1792، تم فصل ثلث أراضي أولناي وأصبحت بلدية لو بلان ميسنيل.

### شعار النبالة
| Arms of Le Blanc-Mesnil | The arms of Le Blanc-Mesnil are blazoned : Azure, a cross engrailed Or, a canton chequy argent and azure, in 2nd and 3rd a hand appaumy, in 4th a drageoir (sweetsdish) Or |

## الاقتصاد
- منتزه كودراي
- منطقة لا موليت الصناعية فيبلان ميسنيل Blanc-Mesnil و بورجيت Bourget و درانسي Drancy. وهي تشمل مركز ألبرت أينشتاين، الذي تم إنشاؤه في عام 1987.
- حديقة مودوس
- جارونور
- بون ايبلون
- مركز باريس الشمالية الثاني للأعمال التجارية الدولية
- ميدان الطيران
- منطقة ديسكارت، لأعمال السياحة. ثلاثة فنادق ثلاث نجوم، فندق نوفوتيل.

### شركات فرنسية وعالمية
العديد من الشركات الفرنسية لها مقرها العالمي في Blanc-Mesnil، مثل Forclum و Sicli

## السكان

### الهجرة
| ولد في متروبوليتان فرنسا | ولدوا خارج العاصمة فرنسا                       | ولدوا خارج العاصمة فرنسا                         | ولدوا خارج العاصمة فرنسا | ولدوا خارج العاصمة فرنسا |
| 72.5%                    | 27.5%                                          | 27.5%                                            | 27.5%                    | 27.5%                    |
| 72.5%                    | ولد في مقاطعات وأقاليم ما وراء البحار الفرنسية | ولدوا في بلدان أجنبية بجنسية فرنسية عند الولادة¹ | EU-15 المهاجرين²         | غير EU-15 المهاجرين      |
| 72.5%                    | 3.9%                                           | 2.7%                                             | 5.5%                     | 15.4%                    |

## الإدارة

### الحياة السياسية
للأحزاب السياسية التالية قاعدة دائمة في بلان - ميسنيل:
- الحزب الشيوعي الفرنسي
- حزب الاشتراكي
- الاتحاد من أجل الديمقراطية الفرنسية (UDF)
- الاتحاد من أجل حركة شعبية (UMP)
- الفريق الاخضر

## خدمات النقل
يتم التنقل بواسطة محطة لو بلان-ميسنيل على خط Paris RER B.
من الخدمات المتاحة أيضا في بلان-ميسنيل محطة درانسي على خط Paris RER B. هذه المحطة (كانت تسمى سابقًا Blanc-Mesnil-Drancy بلان-مسينيل-دارسي)، على الرغم أنها تقع إداريًا على أراضي بلدية درانسي المجاورة، فهي الأقرب من وسط المدينة وبالتالي يستخدمها الجميع.
توفر شركة الحافلات 17 خطاً للتنقل داخل المدينة.
ويعد المكان المثالي عند التقاطع بين A1 و A3.
يبعد 2.5 كم (1.6 ميل) من مطار لو بورجيه، و 7 كم (4.3 ميل) من مطار شارل ديغول و 4.5 كم (2.8 ميل) من بارك دي المعارض دي فيلبينتي، يمكن للمرء بسهولة الوصول إلى بارك أستيريكس وديزني لاند بالإضافة إلى مركز باريس

### الدِيانة
الكنائس الكاثوليكية: كنيسة السيدة، كنيسة القديس تشارلز، كنيسة القديسة تيريزا. الكنائس الإنجيلية: كنيسة كاريزما المسيحية

## التعليم
يوجد في بلان-ميسنيل المدارس التالية: أربع مدارس تمهيدية في الجنوب، وسبع في وسط المدينة، وست في الشمال. بالاضافة إلى أربع مدارس ابتدائية في الجنوب، ست في الوسط المدينة، وست في الشمال.
المدارس الإعدادية:
- مدرسة زيمي و يوجين قطن
- مدرسة ديسكارت
- مدرسة مارسيل كاين
- مدرسة نيلسون مانديلا

المدارس الثانوية:
- مدرسة جان مولين
- مدرسة أريسيد بريان
- مدرسة موزار

يعمل جاك بريفيرت كمكتبة بلدية.

## البيئة

### المتنزهات والحدائق
- جاك دوكلوس بارك
- تنتج كروم العنب ، شاردونيه
- الجدار النباتي للمنتدى الثقافي باتريك بلانك
- منتزه المياه
- حديقة مونتيلا
- ساحة ستالينجراد

### الرياضات
نادي المدينة الرياضي بلان-ميسنيل-الرياضي والذي تأسس في عام 2005

## علاقات دولية
توافقت Le Blanc-Mesnil مع:
- ساندويل في منطقة ويست ميدلاندز بالمملكة المتحدة ،
- بيترهوف في روسيا ،
- ديبري برهان في إثيوبيا ،
- بني دوالا في الجزائر .

استندت العلاقة بين لو بلان ميسنيل وديبري برهان إلى التنمية لمدة 15عاما بروح واحد والتعاون على المساواة : الصرف الصحي للمياه والتعليم وبناء الطرق.

## النخب
- جيريمي أبادي ، لاعب كرة قدم
- عادل عوشيش ، لاعب كرة قدم
- أمارا بيبي ، لاعب كرة قدم
- بيير إدوارد بلمار ، لاعب هوكي
- جوناثان بيابياني ، لاعب كرة قدم
- جان فيليكس دوروثي ، لاعب كرة قدم
- عبده دومبيا لاعب كرة قدم
- مورغارو جوميس ، لاعب كرة قدم
- رافائيل جويريرو ، لاعب كرة قدم
- سيلفي جيلم ، راقصة نجمة في أوبرا باريس
- باتريك هيرنانديز ، مغني Born to Be Alive الشهير
- ميكائيل مارولاني ، لاعب كرة قدم
- فابيان مرسود ، المعروف باسم Grand Corps Malade ، انتقد الشاعر
- فابريس نسكالا ، لاعب كرة قدم
- موسى سيسوكو ، لاعب كرة قدم
- لودوفيك سيلفستر ، لاعب كرة قدم
- تريستان فالنتين ، متسابق دراجات على الطرق
- إليزابيث فوناربورغ ، كاتبة خيال علمي

## فهرس
- Le Blanc-Mesnil et son passé ، Ernest Soitel، 1969.
- Histoire anecdotique de Blanc-Mesnil ، Albert Galicier ، 1973.
- Le Blanc-Mesnil des temps modernes : 1935-1985 ، 1986.
- لو بلان ميسنيل ، بيير بورجيد ، جيل سمادجا ، جان بيير فالوراني ، فرانسواز فاسور ، 1992.
- لو بلانك ميسنيل : citoyens de demain ، Patrick Laigre et Jocelyne Héquet، 1993.
- لو بلانك ميسنيل : 2000 تحياتي ، فوتوغرافي دي لوك تشوير ، فرانسوا كريجنون ، إروان جيلارد ، 1999.
- لو بلان ميسنيل ، كريستيان ماسارت ، 2005.
- توأمة بين Le Blanc-Mesnil و Debré-Berhan (باللغتين الإنجليزية والفرنسية).

## وصلات خارجية
- الموقع الرسمي
- منتدى الثقافة
- مدونة المنتدى الثقافي